# 스탠 마시
본 문서의 이해를 돕기 위한 비자유 그림이 있습니다. 
링크의 파일을 직접 올려 주세요
스탠리 "스탠" 마시(Stanley "Stan" Marsh)는 《사우스 파크》 만화영화 시리즈의 중심인물중 한명이다. 목소리는 공동 제작자인 트레이 파커가 맡았다. 스탠과 카일은 종종 네명의 중심인물들의 지도자 역할을 번갈아가면 맡곤한다. 스탠은 모든 아이들 중에서 가장 정상으로 논할 수 있고, 대체로 정직하며, 또래에 비해서 성숙하고, 선의가 있다. 스탠은 그의 가장 친한 친구인 카일보다는 약간 단정적이다.

## 생활
스탠은 종종 설교하길 좋아하고, 유행에 대해서 매우 비판적인 자세를 갖고 있다. 여기에 대한 증거는 "Cherokee Hair Tampons" 에피소드를 들 수 있는데, 여기서 스탠은 미스 인포메이션과 대체 의학에 대한 그녀의 가게에 대해서 도전하고, 그리고 "Super Best Friends" 에피소드에서, 그는 데이비드 블레인의 자살컬트에 대항하는 싸움을 도와준다. 그리고 "The Biggest Douche in the Universe" 에피소드에서 그는 영매인 존 에드워드를 고발한다. 그러나, 종종 카일이 지도자 역할을 할 때에는, 스탠은 속기 쉬운 한 사람이 되어버린다 — 예를 들어서 메트로섹슈얼 유행에 대한 에피소드인 "South Park is Gay"와, "Chinpokomon" 에피소드, 그리고 그가 고트 생활로 변경하는 "Raisins" 에피소드에서 두드러지게 나타난다. 스탠과 카일은 거의 성격이 비슷하다. 그러나, 그러나 확실히 교환할 수는 없다.
열성 동물 애호가인 스탠은 에피소드 "Volcano"에서 그의 삼촌인 짐보 컨의 영향에 저항한다. 그리고 "Fun With Veal" 에피소드에서는 송아지를 구하기 위해서 노력한다. 그리고 "Osama Bin Laden Has Farty Pants" 에피소드에서 염소를 올바른 사람에게 돌려 보내려고 한다. 비록, 선의에서 비롯되었지만, 이러한 행동들은 수시로 자신과 친구들을 곤경에 빠트린다.
첫 번째 시즌부터 네 번째 시즌까지, 스탠의 여자친구는 웬디 테스터버거였다. 시리즈의 초반에서, 웬디가 스탠에게 말을 거는 것을 스탠이 신경성으로 구토를 하게 만들어서 말을 중지시켰다. 그리고 쇼가 발전되어가면서, 그러나, 스탠과 웬디의 스토리라인은 극적으로 감소되었다. 일곱 번째 시즌의 에피소드인 "Raisins"에서, 웬디는 그녀가 스탠과 깨졌다고 선언했다. 아홉 번째 시즌의 "Follow That Egg!" 에피소드에서, 스탠은 카일이 웬디와 같이 숙제를 하는 것을 질투한다. 열한번째 시즌의 "The List" 에피소드에서 여자 아이들이 만든 가장 귀여운 남자아이 리스트에 대해 웬디와 함께 조사하면서 다시 사귀게 된다.

## 가족
스탠은 랜디 마시 (미국 지질조사국 소속의 지질학자)와 샤론 마시(톰의 코성형외과의 접대원)의 아들이다. 스탠은 종종 그들의 바보짓에 당황해 한다. 스탠에게는 셸리 마시라는 나이 많은 누나가 있는데, 그녀는 규칙적으로 스탠을 괴롭힌다. 스탠에게는 변덕적인 휠체어에 의지하는 102세 먹은 할아버지인 마빈 마시가 있다. 그는 스탠을 빌리라고 부르며, 종종 스탠에게 자신을 죽여달라고 강요한다. 스탠은 또한 샤론 마시의 동생인 사냥꾼인 짐보 컨의 조카이기도 하다.스탠의 부모님의 이름은 트레이 파커의 부모님 이름인 샤론 파커와, 랜돌프 "랜디" 파커 주니어의 이름을 쓰고 있다.
스탠의 애완동물로는 동성애자 개인 스파키와, 악독한 금붕어가 있다.

## 생김새
스탠은 붉은색 장식과 방울술이 달린 감색 모자를 쓰고 있으며, 갈색 코트에, 청바지, 그리고 붉은 벙어리 장갑을 끼고 있다. 카일과 케니와 마찬가지로, 스탠은 거의 모자를 벗지 않는데, 가끔 특별한 경우 모자를 벗는다. 모자를 벗으면 (처음으로 모자를 벗은 "How to Eat with Your Butt" 에피소드중) 스탠은 그의 아버지인 랜디 마시와 같은 검은색 머리를 가지고 있다. 그는 또한 외관상으로 푸른 눈을 가지고 있다.

## 유행어 그리고 매너리즘
사우스 파크가 시작된 이래, 이 시리즈는 케니가 죽을 때 개그를 하는데, 스탠이 먼저, "오 세상에, 너/우리/그들이 케니를 죽였어" 라고 하면, 카일은 뒤따라서 "난/너/그들/우린 나쁜놈이야" 라고 대답한다. 스탠은 이걸 "Super Best Friends"에서 카일을 찾는데 쓰게 되는데, 그는 카일이 자살하기전에 그를 찾고 있는데, 그때 그는 케니가 죽어있는 것을 보게 된다. 스탠은 "오 세상에, 그들이 케니를 죽였어"라고 소리 치고, 카일은 이 말에 맞받아쳐서 "넌 나쁜놈이야"라고 소리친다. 스탠은 카일이 소리치는 것을 듣고, 카일을 찾게 된다.
스탠은 종종 초반 시즌에서 "Dude, this is pretty fucked up right here"라는 유행어를 사용했는데, 이 말은 크리스마스 정신의 두 번째 버전에서 비롯된 말이다.
많은 에피소드에서, 스탠은 에피소드에서 수시로 하는 작은 연설에서 에피소드 안에 있는 요점들을 합해서 이렇게 시작한다.
너도 알겠지만, 나는 오늘 중요한 것을 배웠어.

이따금 카일도 몇몇 에피소드에 있는 이 역할을 하였다.
스탠은 또한 그가 실망하거나, 화나있을 때 얼굴을 찌푸리는 습관이 있는데, 이 습관의 좋은 예시는 "ManBearPig" 에피소드인데, 그 에피소드에서 그는 앨 고어와 전화를 하게 되는데, 스탠이 앨 고어에게 말할 때, 이 습관을 취하고 있는 것을 볼 수 있다.
스탠은 종종 그가 화가 나있을 때와, 그리고 그의 아버지가 특별한 경우에 있을 때 "Aw, AWW!" 라고 말한다.
초기의 에피소드에서, 스탠은 종종 그의 여자친구인 웬디 테스터버거의 존재로 인해서 신경성으로 게우게 된다. 그러나, 그건 그녀와의 상호작용에서 좋은 영향을 주었다.

## 운동
스탠은 꽤 운동에 숙달돼 있다. 그리고 농구를 제외하고, 학교 스포츠 팀에서 일정하게 주장자리를 하고 있다. 단 농구는 카일이 제일 잘하기 때문에 농구팀의 주장은 아니다. "Big Gay Al's Big Gay Boat Ride" 에피소드에서 스탠은 학교 미식축구 팀에서 쿼터백 자리를 하고 있고, "The Losing Edge" 에피소드에서 투수자리를 하고 있다. 그는 또한 사우스 파크 피구팀에서 4번째인데, 전 세계 챔피언 대회에 나가서 우승한 전력이 있다. 그리고 또한 4살로 구성된, Pee-wee 하키 팀에서 활동하기도 하였다. 그가 제일 좋아하는 스포츠 팀은 덴버 브롱크스이고, "Stanley's Cup" 에피소드에서 Pee-wee 하키 팀의 코치를 맡기도 하였다.

## 주소
"Osama Bin Laden Has Farty Pants" 에피소드에서 스탠은 아프가니스탄에서 스탠의 닮은 사람이 보낸 편지에서, 스탠의 주소를 알 수 있는데, 주소는 "스탠 마시, 2001 보난자 거리, 사우스 파크 콜로라도주. 80439"로 나오는데, 80439는 콜로라도주의 에버그린의 우편 번호이다.(그러나 이것은 맞지 않는다 Nightmare of the Living Homeless편에서는 에버그린이 거리의 노숙자들에 의해 쑥대밭이 되기 때문이다.)

## 음악
비록 그가 카일과 카트먼보다 음악적인 실력이 부족하지만, 스탠은 하이브리드 자동차의 중요성에 대하여 작곡과, 노래를 부르기도 하였다. 스탠은 비록 기타를 치면서 노래를 부를 수 없다는 점이 흠이지만, 기타를 잘 친다. 케니와, 카일과 마찬가지로, 그는 바이올린을 연주할 줄 알고, 또한 엘튼 존에게 "Wake Up Wendy"를 써주기도 하였다. 스탠은 또한 "You Got F'd in the A**" 에피소드에서, 그의 아버지의 도움을 받아서 재능있는 무용가로 나온다.

## 인간관계
"Guitar Queer-O" 에피소드, "South Park Is Gay!" 에피소드 등에서 스탠은 가장 친한 친구인 카일과 종종 사이가 틀어지는데, 이는 스탠이 주도한다. 또 친구가 곤란한 상황에 처한 것을 잘 못본 척 한다. 이를 제외하고 대부분 에피소드에선 중립적인 입장이며, 또 지도자적 역할을 수행한다. 대체로 에릭 카트맨과 카일과의 대립에서는 카일을 지지한다.